# Serrat de Graus
El Serrat de Graus és una muntanya de 725,3 metres que es troba al nord-est de la masia de Graus, al municipi de Lladurs (Solsonès).